# Adosinda
Adosinda, filha de Afonso I das Astúrias e Ermesinda, irmã de Fruela I e neta de Pelágio das Astúrias, foi rainha das Astúrias durante o reinado do seu marido, Silo, desde 774 a 783.

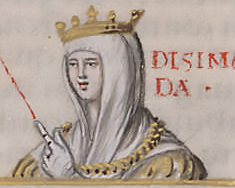
Representação da rainha Adosinda na obra Liber Genealogiae Regum Hispaniae por Alfonso de Cartagena.

Após o assassinato do seu irmão Fruela, Adosinda, temendo pela vida do seu sobrinho, envia-o ao mosteiro de Samos, em Lugo, para dar-lhe protecção e formação cultural.
Adosinda permanece na corte sob o amparo de Aurélio, e é nessa época que conhece Silo, um rico comerciante galego. Escolhe-o como marido, feito inusitado naquela época, e após a morte de Aurélio no ano 774 herda o Reino das Astúrias. E é assim que Silo sobe ao trono das Astúrias.
Ao morrer Silo, em 783, sem deixar descendência, Adosinda proclamou como Rei das Astúrias o seu sobrinho Afonso. Mauregato insurgiu-se contra ele, expulsando-o do trono, e obrigando-o a refugiar-se em Álava. Devido ao apoio que prestou ao seu sobrinho, a posição de Adosinda na corte tornou-se insegura, pelo que foi obrigada a entrar para o mosteiro de San Juán de Pravia a 26 de Novembro de 783. A partir desse momento não se sabem mais notícias de Adosinda, e presume-se que por lá ficou até ao fim dos seus dias.
O seu túmulo, e o do seu esposo Silo, encontram-se no interior da igreja pré-românica de Santianes (Pravia).

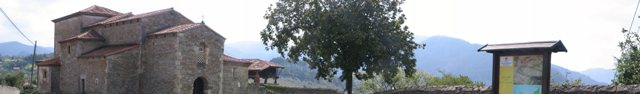
Igreja pré-românica de Santianes, lugar onde repousam os restos mortais de Adosinda e Silo.